# 3
 Тази статия е за третата година от новата ера.  За числото три вижте 3 (число).  За други значения вижте 3 (пояснение).
3 (трета) година е обикновена година, започваща в понеделник или вторник.

## Събития

### Римска империя
- Четвърто продължение на imperium proconsulare на Октавиан Август за още 10 години.
- Август осиновява своя внук Гай Цезар.
- Луций Елий Ламия и Марк Валерий Месала Месалин са консули на Рим.

### Магна Германия
- Маркоманският княз Марбод обединява хермундурите, квадите, лангобардите и семноните със своето царство в Тюрингия.